# Carabodes fossatus
Carabodes fossatus är en kvalsterart som först beskrevs av Kramer 1897.  Carabodes fossatus ingår i släktet Carabodes och familjen Carabodidae. Inga underarter finns listade.